# Klass A 1965/66
Die Saison 1965/66 war die 20. Spielzeit der Klass A als höchste sowjetische Eishockeyspielklasse. Den sowjetischen Meistertitel sicherte sich zum insgesamt 13. Mal ZSKA Moskau.

## Modus
Die zehn Mannschaften der Klass A spielten viermal gegen jeden Gegner, wodurch die Gesamtzahl der Spiele pro Mannschaft 36 betrug. Die punktbeste Mannschaft wurde Meister. Für einen Sieg erhielt jede Mannschaft zwei Punkte, bei einem Unentschieden gab es einen Punkt und bei einer Niederlage null Punkte.

## Hauptrunde
|     | Klub                  | Sp | S  | U | N  | T   | GT  | Punkte |
| --- | --------------------- | -- | -- | - | -- | --- | --- | ------ |
| 1.  | ZSKA Moskau           | 36 | 32 | 2 | 2  | 239 | 70  | 66     |
| 2.  | Spartak Moskau        | 36 | 24 | 4 | 8  | 173 | 99  | 52     |
| 3.  | Dynamo Moskau         | 36 | 20 | 3 | 13 | 133 | 94  | 43     |
| 4.  | Chimik Woskressensk   | 36 | 15 | 6 | 15 | 86  | 100 | 36     |
| 5.  | Lokomotive Moskau     | 36 | 16 | 4 | 16 | 114 | 135 | 36     |
| 6.  | Krylja Sowetow Moskau | 36 | 13 | 8 | 15 | 128 | 143 | 34     |
| 7.  | Torpedo Gorki         | 36 | 14 | 3 | 19 | 84  | 114 | 31     |
| 8.  | SKA Leningrad         | 36 | 10 | 7 | 19 | 86  | 118 | 27     |
| 9.  | Dynamo Kiew           | 36 | 8  | 3 | 25 | 76  | 144 | 19     |
| 10. | Sibir Nowosibirsk     | 36 | 5  | 6 | 25 | 78  | 166 | 16     |

Sp = Spiele, S = Siege, U = unentschieden, N = Niederlagen, OTS = Overtime-Siege, OTN = Overtime-Niederlage, SOS = Penalty-Siege, SON = Penalty-Niederlage

## Beste Torschützen
| Spieler                  | Team           | Tore |
| ------------------------ | -------------- | ---- |
| Anatoli Firsow           | ZSKA Moskau    | 40   |
| Weniamin Alexandrow      | ZSKA Moskau    | 31   |
| Wiktor Polupanow         | ZSKA Moskau    | 25   |
| Alexander Almetow        | ZSKA Moskau    | 24   |
| Wjatscheslaw Starschinow | Spartak Moskau | 22   |
| Jewgeni Mischakow        | ZSKA Moskau    | 22   |
| Boris Majorow            | Spartak Moskau | 22   |

## Sowjetischer Meister
| Meister ZSKA Moskau | Torhüter: Wiktor Tolmatschow, Nikolai Tolstikow Verteidiger: Wladimir Breschnew, Eduard Iwanow, Wiktor Kuskin, Alexander Ragulin, Igor Romischewski, Oleg Saizew Angreifer: Weniamin Alexandrow, Alexander Almetow, Anatoli Firsow, Anatoli Frolow, Anatoli Ionow, Konstantin Loktew, Jewgeni Mischakow, Juri Moissejew, Wiktor Polupanow, Wladimir Wikulow Cheftrainer: Anatoli Tarassow |